# Anna Iliná
Anna Iliná o Anna Ilyina (Ruso: Анна Дмитриевна Ильина; Ufá, Rusia; 24 de diciembre de 1965) es una científica y biotecnóloga mexicana de origen ruso. Su investigación se centra en biocatálisis, enzimología, así como en nanobiociencias.

## Biografía
Anna Iliná nació en Ufá, Rusia, durante el periodo de la Unión Soviética. En 1993 emigra a México, país en donde ha residido desde entonces. En el año 2012 le fue otorgada la ciudadanía mexicana, tras realizar el proceso de naturalización. Es egresada de licenciatura y maestría de la Facultad de Ciencias Químicas de la Universidad Estatal M.V. Lomonósov de Moscú con especialidad en Química desde 1987. En 1990 obtuvo el grado académico de Doctorado en el área de Cinética y Catálisis por la misma universidad.

## Trayectoria académica

### Docencia
Trabajó en la Facultad de Ciencias Químicas de la Universidad Estatal de Bashkiria de 1991 a 1993. A partir de 1993, trabajó como catedrática investigadora en el Departamento de Biotecnología de la Facultad de Ciencias Químicas de la Universidad de Autónoma de Coahuila. Desde 2012, fue responsable del cuerpo académico de Nanobiociencia, en la Facultad de Ciencias Químicas de la U.A. de C. Imparte clases de fisicoquímica y cinética enzimática a nivel licenciatura y, en el posgrado de Ciencia y Tecnología de Alimentos en la misma institución.

### Investigación
Iliná se desempeñó como coordinadora del proyecto de estudio de las propiedades y aplicación de prostaglandina H-sintetasa en la transformación de los ácidos eicosapolienoicos y en la biosíntesis de las prostaglandinas, hasta 2008. 
Ha sido responsable en más de 30 proyectos de la U.A. de C. y con financiamiento de CONACYT y el sector privado, entre los que destacan el estudio de las propiedades enzimáticas de diversos productos vegetales; desarrollo de tecnología para el aprovechamiento del subproducto de la explotación del Agave lechuguilla para aplicaciones agrícolas y cosméticas; alternativas nanobiotecnológicas para el aprovechamiento de residuos agropecuarios como biocombustibles; sistemas microbianos para mejorar la recuperación terciaria del petróleo, usando residuos de la industria tequilera y aguas residuales urbanas, entre otros. 
Tiene amplia experiencia en el área de extracción, caracterización y aplicación de moléculas proteicas (enzimas, receptores celulares, etc.), así como tecnología e ingeniería de enzimas (inmovilización, microencapsulación, síntesis de xeno-enzimas). 
Ha publicado más de 55 artículos con los hallazgos de su trabajo en revistas especializadas internacionales, así como 35 nacionales. Asimismo, es autora de 20 capítulos de libros especializados en biotecnología. 
En su labor de generar fines prácticos para la investigación científica, Anna Iliná ha patentado métodos para la preparación de nanopartículas magnéticas, obtención de extractos del Agave lechuguilla, películas para facilitar el proceso de cicatrización de lesiones cutáneas y el desarrollo de un biosensor nanoestructurado para detección de triglicéridos. 

## Reconocimientos
Desde 1998 es miembro del Sistema Nacional de Investigadores (SNI) nivel II. 
En 2003 recibió la medalla de distinción Miguel Arizpe y en 2009 de Dr. Mariano Narvaez González por méritos universitarios. En 2006 obtuvo el reconocimiento Tecnos 06 del Gobierno de Nuevo León.